# Слупецький повіт
Слупецький повіт (пол. powiat słupecki) — один з 31 земських повітів Великопольського воєводства Польщі.
Утворений 1 січня 1999 року в результаті адміністративної реформи.

## Загальні дані
Повіт знаходиться у східній частині воєводства.
Адміністративний центр — місто Слупца.
Станом на 1.01.2008 населення становить 58 561 осіб, площа 838,01 км².

## Демографія
Демографічні дані повіту станом на 30.06.2005:
|       | Всього | Всього | Жінки  | Жінки | Чоловіки | Чоловіки |
| ----- | ------ | ------ | ------ | ----- | -------- | -------- |
|       | осіб   | %      | осіб   | %     | осіб     | %        |
| Повіт | 58 862 | 100    | 29 617 | 50,3  | 29 245   | 49,7     |
| Міста | 17 337 | 100    | 8950   | 51,6  | 8387     | 48,4     |
| Села  | 41 525 | 100    | 20 667 | 49,8  | 20 858   | 50,2     |